# Gasparan
Gasparan (oder Gasparian) (* angeblich 1573 in Danzig) ist der fiktive Titelheld eines Romans von Andreas Venzke, der – vorgeblich als Tagebuch des Seemanns Heinrich Hasebeck – Gasparans Erlebnisse als Synonym für die Leiden nicht nur der einfachen Seeleute schildert.
Im Roman gibt Gasparan sein Alter im Jahr 1595 mit 22 an, als er von den Spaniern auf Gran Canaria befragt wurde. Dort hatte er von der Flotte unter dem Kommando von John Hawkins und Francis Drake wahrscheinlich einen Fluchtversuch unternommen. Geboren sei er in Danzig als freier Stadt im Königreich Polen, die wenn nötig, dem polnischen König Hilfestellung leiste. Er gab außerdem an: „Ich wurde von den Engländern in einem Schiff gefangengenommen und nach England gebracht, wo ich in Plymouth gezwungen wurde, als Seemann in Drakes Schiff zu fahren, von wo sie mich auf ein anderes Schiff versetzten, das einen gebrochenen Topmasten hatte.“